# Головатюк Петро Йосипович
Петро́ Йо́сипович Головатю́к (23 лютого 1942 — 30 вересня 2007) — український поет. Перебував у Національній спілці письменників України від 1996 року.

## Життєпис
Народився 23 лютого 1942 року у с. Рогізна Тиврівського району Вінницької області.
Трудову діяльність розпочав з 1957 року після закінчення семирічки. Працював робітником у райпромкомбінаті, навчався в ремісничому училищі на Донбасі. Під час строкової служби дописував до армійських газет — «На боевом посту» і «Патриот Родины» Забайкальського військового округу. Тривалий час працював шахтарем на Луганщині.
Від 1973 року повернувся на рідну Вінниччину, оселився у Вінниці і аж до виходу на пенсію працював майстром заводу тракторних агрегатів.
Помер 30 вересня 2007 року у Вінниці. Похований на батьківщині — у с. Рогізна.

## Творчість
У 1980 році дебютував з віршами на шпальтах республіканських та вінницьких обласних, а також районних газет. Друкувався в журналах «Ранок», «Дніпро», альманахах «Поезія», «Горизонт». 

|                    | Він, власне, самоучка в літературі, інтуїтивно, якимось органічним чуттям розумів художнє слово, усвідомлював призначення і сутність поетичної праці. Його вабили чесність, доброта, чистота Божого дару і доводили до відчаю байдужість, брутальність, національний інфантилізм масової культури. |
| — Анатолій Бортняк | |

Автор збірок поезій
- Стежка до матері: поезії. — Одеса: Маяк, 1987. — 61 с.
- Жарини пам'яті моєї: поезії. — Вінниця, 1991.
- Сніг на калині: поезії. — Вінниця, 1993.
- Любов і біль: сонети. — Вінниця: Віноблдрукарня, 1999. — 52 с. — ISBN 966-621-006-1.
- Стежина віри: вірші. — Вінниця: Власюк О., 2007. — 88 с. — ISBN 978-966-2932-20-1.
- «Я купив би Вам, панно, півсвіту…»: поезії. — Вінниця: Державна картографічна фабрика, 2008. — 128 с.: портр. — ISBN 978-966-2024-22-7.

Твори для дітей
- Весела книжечка для малят (у співавторстві з Ліною Біленькою). — 1991.
- Материнське серце: оповідання. — 1995.

Низку віршів поклали на музику композитори Вінниччини — В. Ткаченко, М. Савицький, А. Давидовський, О. Войтко, В. Рогань.